# Операции с недвижими имоти
Операции с недвижими имоти е един от 20-те основни отрасли на икономиката в Статистическата класификация на икономическите дейности за Европейската общност.
Секторът обхваща покупко-продажбата и даването под наем на недвижими имоти, както и посредничеството по такива сделки.
В България към 2017 година в сектор на недвижимите имоти са заети около 38 000 души, а произведената продукция е на стойност 3,57 милиарда лева.